# フュクセ・ベルリン
フュクセ・ベルリン（ドイツ語: Füchse Berlin）は、ドイツ・ベルリンのハンドボールクラブ。ハンドボール・ブンデスリーガに所属し、本拠地はマックス・シュメリング・ハレ。
クラブ世界一を決めるスーパーグローブで2度タイトルを獲得（2015年・2016年）しているが、国内リーグでの優勝経験はない。

## 歴史
1891年、ライニッケンドルフ・フュクセ（Reinickendorfer Füchse）として創設。
2005年に本拠地をマックス・シュメリング・ハレへ移し、チーム名をフュクセ・ベルリン（Füchse Berlin）へ改名した。同年は2部13位でシーズンを終えた。
2006-07年シーズンで2部優勝（32勝2敗）を果たし、1部へ自動昇格した。
2007-08年シーズンは12位、2008-09年シーズンは10位、2009-10年シーズンは9位と年々順位を上げて行った。
2010-11年は3位でシーズンを終え、EHFチャンピオンズリーグへ参加が決定。決勝トーナメント・準決勝へ進んだが、同じブンデスリーガのTHWキールに24対25で敗れた。
2011-12年も3位でシーズンを終え、EHFチャンピオンズリーグへ進出。2年連続で決勝トーナメントへ進んだものの、初戦でスペインのアトレティコ・マドリードに55対56で敗れた。
2012-13年は4位でシーズンを終え、EHFカップに出場。予選突破後、クラブ本拠地のマックス・シュメリング・ハレで行われた決勝トーナメントへ進出。しかし準決勝でハンガリーのピック・セゲドに22対24で敗れた。翌日行われた3位決定戦ではルーマニアのコンスタンツァに29対28で勝利した。
2013-14年は5位でシーズンを終え、2年連続でEHFカップに出場。予選ラウンド・予選グループを突破し、2015年5月に行われた決勝トーナメントへ進出。決勝では同じブンデスリーガのHSVハンブルクを30対27で破り、初優勝を果たした。タイトルを獲得したフュクセは2015年9月から行われるスーパーグローブへ初参戦。アフリカ王者のクラブ・アフリカン、スペインの強豪・FCバルセロナを倒し、初出場ながら決勝へ進出。決勝ではハンガリーのMKBヴェスプレームKCを延長で破り、初優勝を飾った。
2015-16年は5位でシーズンを終え、2年ぶりにEHFカップに出場が決まった。2016年9月から前回優勝者としてスーパーグローブに出場。アジア王者・カタールのレフウィヤ、ホスト国として出場したカタールのアル・サッドを破り、2年連続で決勝へ進出。決勝ではフランスのパリ・サンジェルマンと対戦。29対28で勝利し、2年連続優勝を果たした。スーパーグローブ終了後はEHFカップに参加し、前回同様予選を突破。2017年5月の決勝トーナメントへ進出し、決勝へ進んだものの、同じブンデスリーガのフリッシュ・アウフ・ゲッピンゲンに22対30で敗れた。
2016-17年は4位でシーズンを終え、2年連続のEHFカップ出場が決定。2017年8月に行われたスーパーグローブには前回王者として3年連続で出場。パンアメリカン王者・ブラジルのECピニェイロス、ホスト国（カタール）として出場したアル・サッドを破り、3年連続の決勝へ進出。決勝ではFCバルセロナと対戦したが25対29で敗れ、3年連続優勝を逃した。

## 選手・スタッフ

### 現役選手
| #                  | 国               | Pos.    | 選手名                                               | 備考 |
| ------------------ | ---------------- | ------- | ---------------------------------------------------- | ---- |
| 1                  | ドイツの旗       | GK      | シルヴィオ・ハイネフェッター (Silvio Heinevetter)    |      |
| 3                  | ドイツの旗       | RB      | ファビアン・ヴィーデ (Fabian Wiede)                  |      |
| 4                  | アイスランドの旗 | LW      | ビヤルキ・マール・エリソン (Bjarki Már Elísson)      |      |
| 6                  | クロアチアの旗   | RB / CB | ドラゴ・ヴコヴィッチ (Drago Vuković)                 |      |
| 7                  | ドイツの旗       | LW / LB | ケビン・ストラック (Kevin Struck)                    |      |
| 10                 | クロアチアの旗   | LB      | ヤコブ・ゴジュン (Jakov Gojun)                       |      |
| 13                 | セルビアの旗     | CB      | ペータル・ネナディッチ (Petar Nenadić)               |      |
| 14                 | ドイツの旗       | LW      | クノ・シャウアー (Kuno Schauer)                      |      |
| 16                 | ドイツの旗       | GK      | フレデリック・ゲンツ (Fredrik Genz)                  |      |
| 17                 | スペインの旗     | PV      | イグナシオ・プラザ・ヒメネス (Ignacio Plaza Jiménez) |      |
| 18                 | デンマークの旗   | RW      | ハンズ・リンドバーグ (Hans Lindberg)                 |      |
| 21                 | スウェーデンの旗 | RW      | マティアス・ザクリソン (Mattias Zachrisson)          |      |
| 23                 | ドイツの旗       | LB      | シュテファン・フェート (Steffen Fäth)                |      |
| 24                 | ドイツの旗       | LB      | フレデリック・シマック (Frederik Simak)              |      |
| 27                 | ドイツの旗       | RB      | エリック・ゲルンケ (Erik Gerntke)                    |      |
| 28                 | ドイツの旗       | PV      | エリック・シュミット (Erik Schmidt)                  |      |
| 31                 | ドイツの旗       | LW      | ティム・マシューズ (Tim Matthes)                     |      |
| 35                 | クロアチアの旗   | RB      | マルコ・コプリャル (Marko Kopljar)                   |      |
| 43                 | ドイツの旗       | RW / RB | クリストフ・レイスキー (Christoph Reißky)            |      |
| 71                 | チェコの旗       | GK      | ペトル・ストクル (Petr Štochl)                       |      |
| 95                 | ドイツの旗       | LB      | パウル・ドルクス (Paul Drux)                         |      |
| 2017年10月18日更新 |                  |         |                                                      |      |